# 赤谷川
赤谷川（あかやがわ）は、群馬県利根郡みなかみ町を流れる一級河川である。利根川水系の支流。支流に西川・須川川・白狐沢川・大出又沢川がある。「赤谷川本谷」は日本百名谷。

## 地理

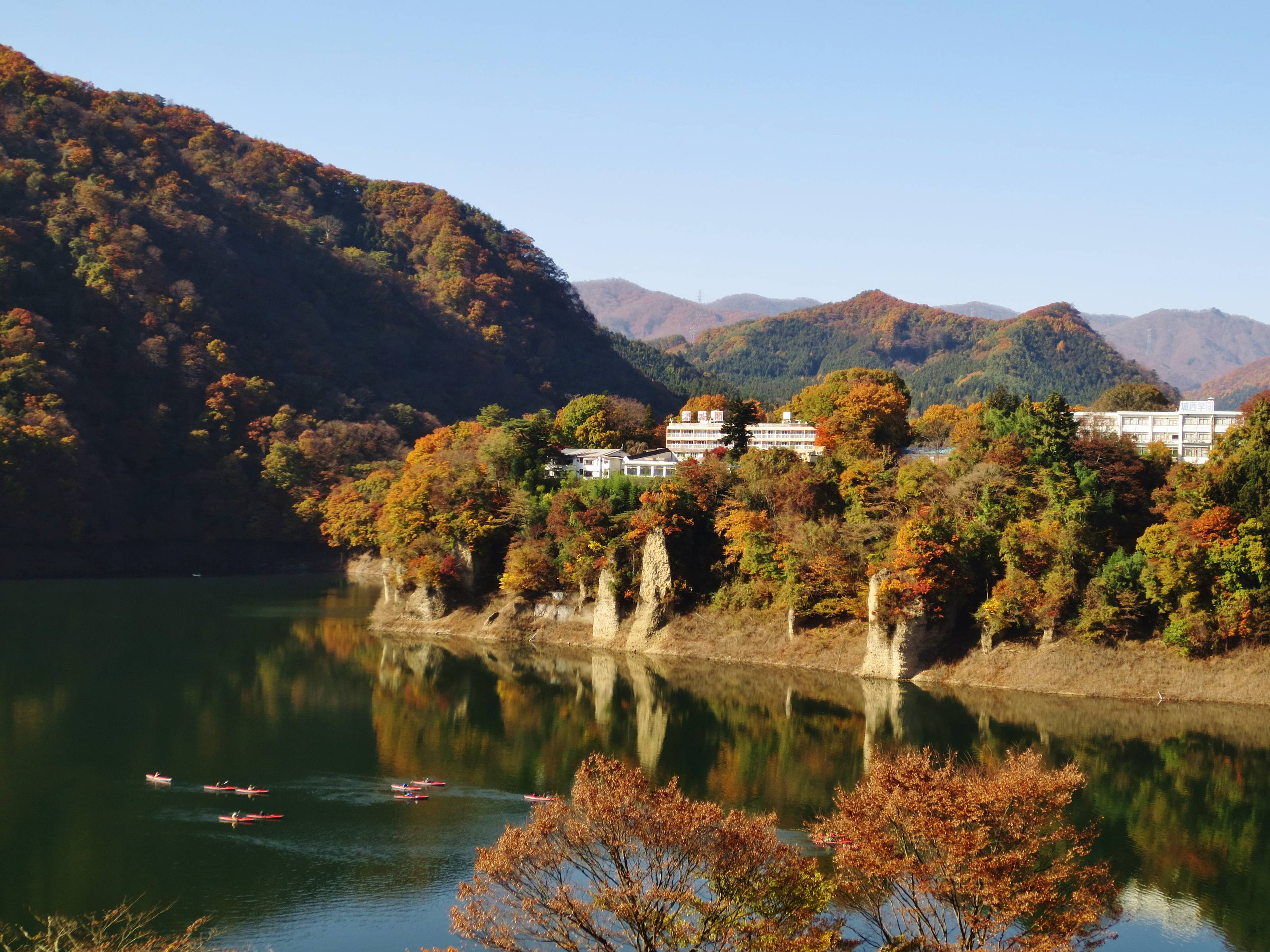
赤谷湖と猿ヶ京温泉

水源は上信越高原国立公園指定地域の万太郎山・仙ノ倉山である。上流域に川古温泉がありダム計画もあった。中流域に猿ヶ京温泉・赤谷湖・縁結びの滝がある。下流には黒岩渓谷（黒岩八景）があり紅葉の名所でもある。

## 歴史
- 1947年（昭和22年）- カスリーン台風災害。
- 1959年（昭和34年）- 相俣ダム完成。

## 河川施設

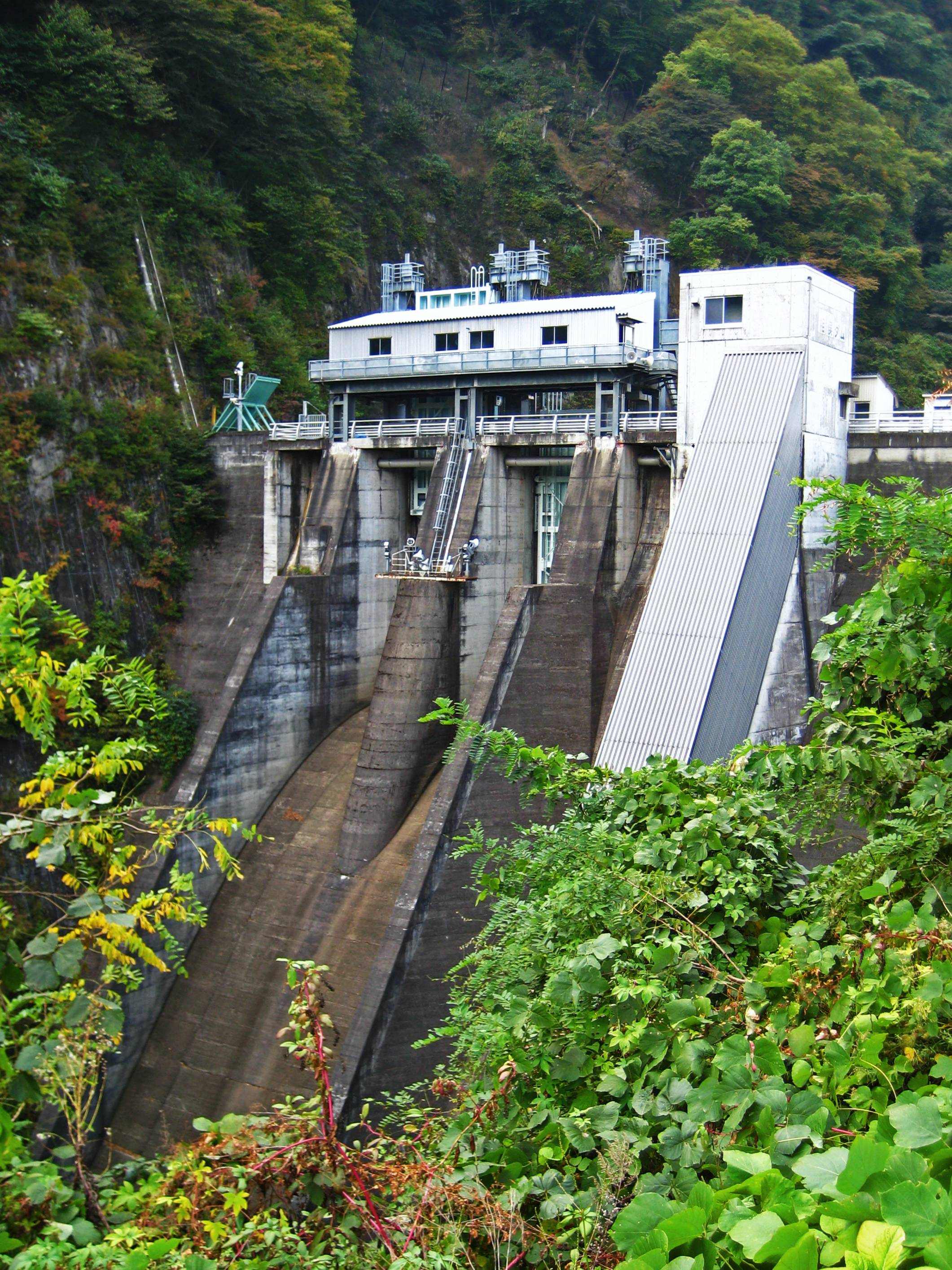
相俣ダム

- 相俣ダム
- 赤三調整池

## 水力発電
- 群馬県企業局 - 相俣発電所 (7,700 キロワット)[5]、相俣第二発電所 (120 キロワット)[6]、桃野発電所 (6,200 キロワット)[7]
- 東京発電 - 赤谷川第二発電所 (3,100 キロワット)[8]、赤谷川第三発電所 (2,400 キロワット)[9]

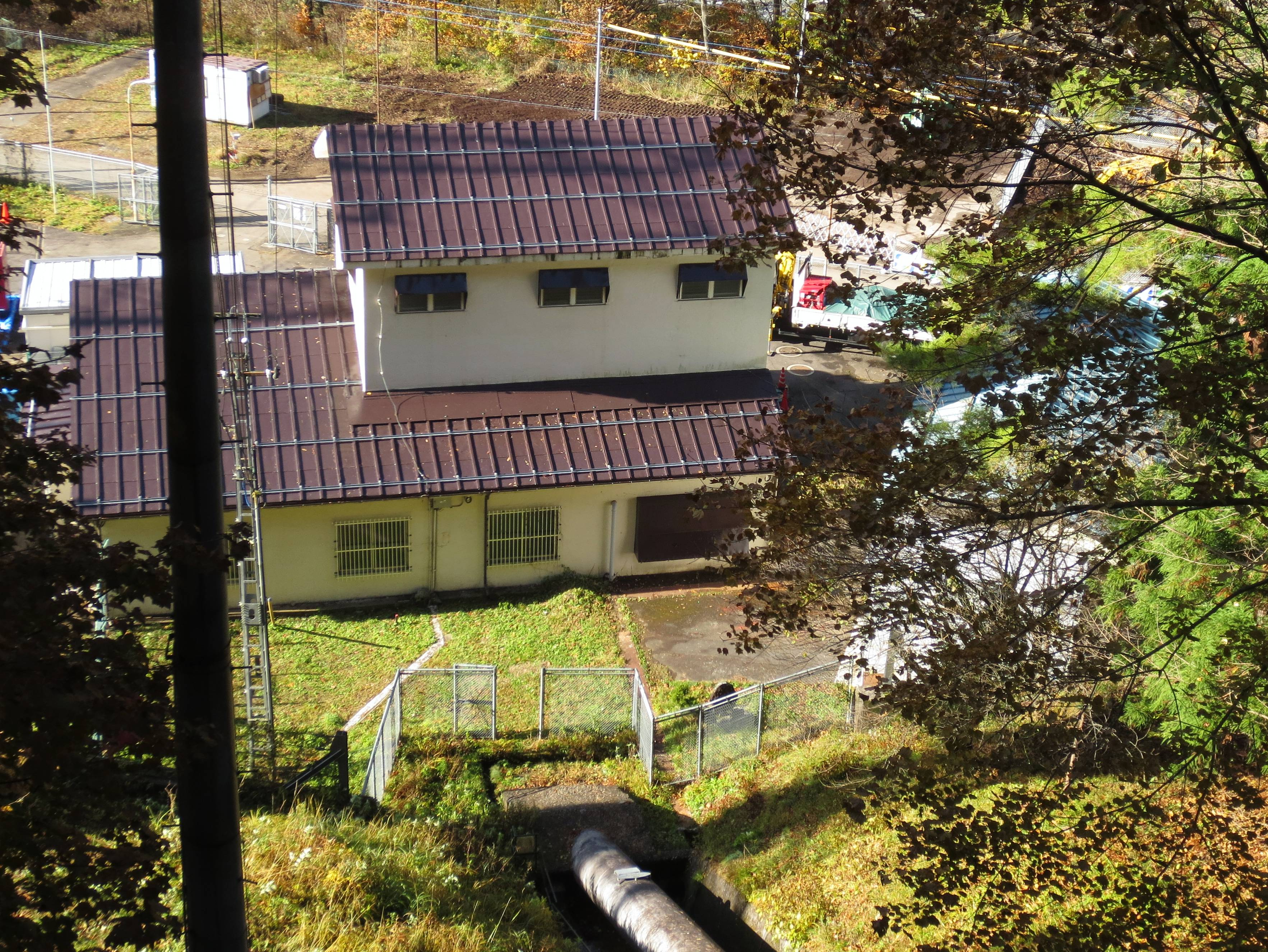
赤谷川第二発電所
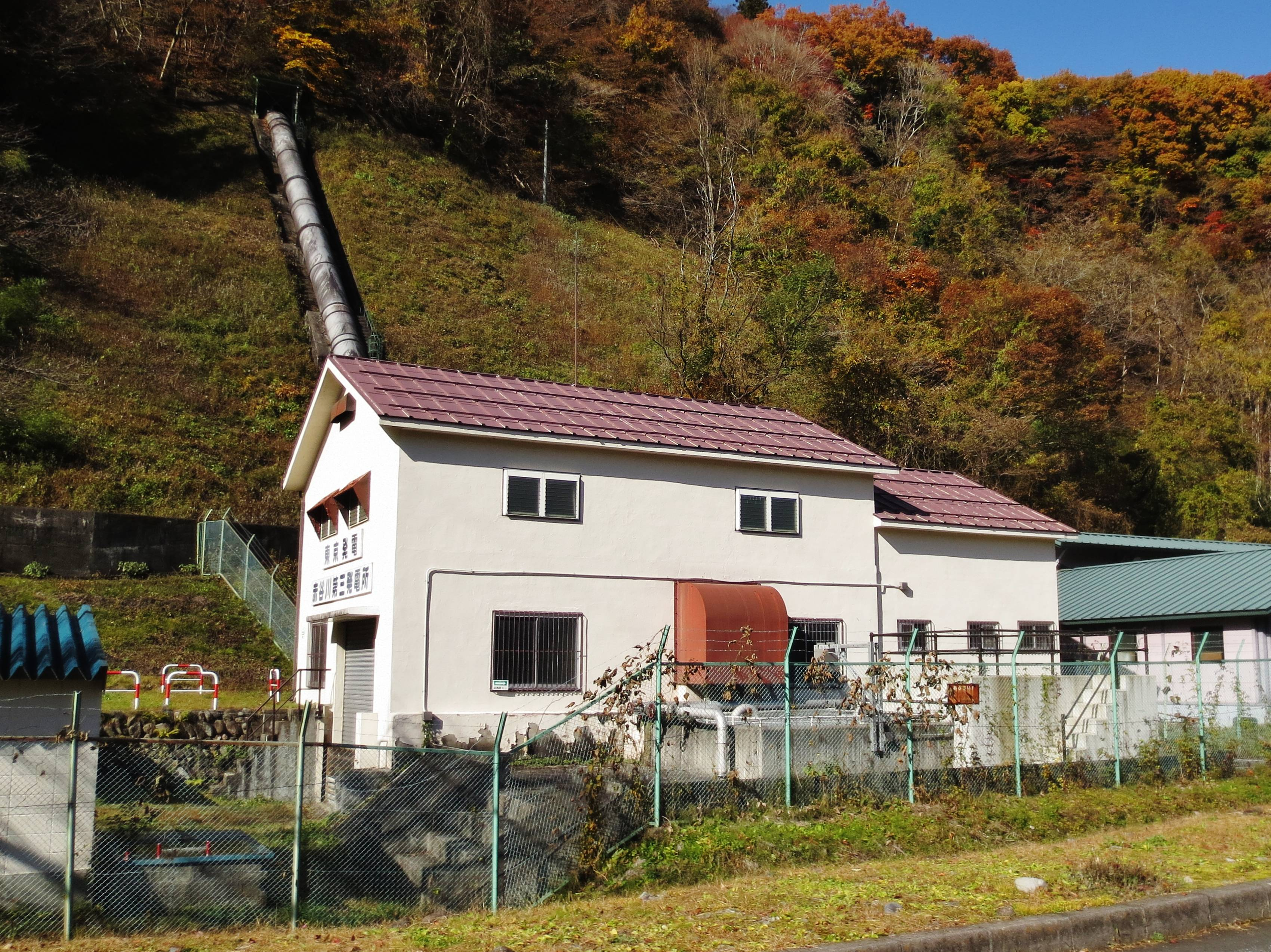
赤谷川第三発電所

## 並行する交通
- 国道17号
- 群馬県道270号相俣湯原線
- 群馬県道53号中之条湯河原線